# Stazione di Bilbao Abando Indalecio Prieto
La stazione di Bilbao Abando Indalecio Prieto (in basco: Abandoko Indalecio Prieto geltokia; in spagnolo Estación de Bilbao Abando Indalecio Prieto) è la principale stazione ferroviaria di Bilbao, Spagna.